# 国家の猫ムラヤマ
『国家の猫ムラヤマ』（こっかのねこムラヤマ、Murayama the cat of nation.）は、カレー沢薫による日本の漫画作品。秋田書店の漫画雑誌『ヤングチャンピオン』にて2012年No.12 から2017年No.6まで連載。初期は1話2ページで掲載されていたが、13話目からは1話4ページで掲載されている。また、登場人物である「チンアナゴ長官」を主役としたスピンオフ作品『文化庁チンアナゴ長官』が、Web連載として同社の『Champion タップ!』に2013年から2014年まで連載。

## あらすじ
2XXX年、動物が政治を行うようになった日本にて、投票率0%で総理続投となったムラヤマ。ムラヤマは、総理秘書のイトウ、オブチや大臣たちとともに日本の政治問題に切り込む。

## 登場人物
ムラヤマ
総理を務めるツシマヤマネコ。総理ではあるが実際の政策では秘書のイトウ、オブチに振り回されがちである。
イトウ 一郎
第一秘書を務める人間。名前の「一郎」は「ファーストチルドレン」と読む。本世界では人間は希少種となっており、子孫を残すために求愛のダンスの練習をしたり、合コンへ参加したりする姿も見られる。
オブチ
第二秘書を務めるオコジョ。女性関係では奔放な生活をしていることを匂わせるセリフが多々あり、そのためか資産差し押さえなど受けている描写も存在する。
チンアナゴ長官
文化庁長官。スピンオフ作品『文化庁チンアナゴ長官』の主人公。

## 単行本
- カレー沢薫 『国家の猫ムラヤマ』 秋田書店〈ヤングチャンピオンコミックス〉、全3巻
  1. 2013年12月5日初刷発行（2013年11月20日発売）、ISBN 978-4-253-15156-6
  2. 2015年5月5日初刷発行（2015年4月20日発売）、ISBN 978-4-253-15157-3
  3. 2017年3月1日初刷発行（2017年2月20日発売）、ISBN 978-4-253-15158-0